# Goupillières (Eure)
Goupillières ist eine Ortschaft und eine Commune déléguée in der französischen Gemeinde Goupil-Othon mit 893 Einwohnern (Stand: 1. Januar 2018) im Département Eure in der Region Normandie (vor 2016 Haute-Normandie). Die Gemeinde Goupillières gehörte zum Arrondissement Bernay und zum Kanton Brionne. Die Einwohner werden Goupilliérois genannt.
Zum 1. Januar 2018 wurden Goupillières und Le Tilleul-Othon zur Gemeinde (Commune nouvelle) Goupil-Othon zusammengelegt.

## Geographie
Goupillières liegt etwa 30 Kilometer westnordwestlich von Évreux an der Risle, die die Gemeinde im Westen begrenzt. Umgeben wird Goupillières von den Ortschaften Nassandres sur Risle im Westen und Norden, Thibouville im Nordosten und Osten, Le Tilleul-Othon im Osten und Südosten, Beaumontel im Süden sowie Launay im Südwesten und Westen.

## Bevölkerungsentwicklung
| Jahr                       | 1962 | 1968 | 1975 | 1982 | 1990 | 1999 | 2006 | 2013 | 2018 |
| Einwohner                  | 623  | 624  | 608  | 656  | 655  | 654  | 722  | 842  | 893  |
| Quellen: Cassini und INSEE |      |      |      |      |      |      |      |      |      |

## Sehenswürdigkeiten
- Kirche Notre-Dame aus dem 14. Jahrhundert, Umbauten aus dem 16./17. und 19. Jahrhundert, seit 1954 Monument historique
- Schloss und Herrenhaus aus dem 16./17. Jahrhundert
- Reste einer Burg aus dem 12. Jahrhundert
- Herrenhaus La Goderie aus dem 18. Jahrhundert
- Mühle Melleville aus dem 17. Jahrhundert

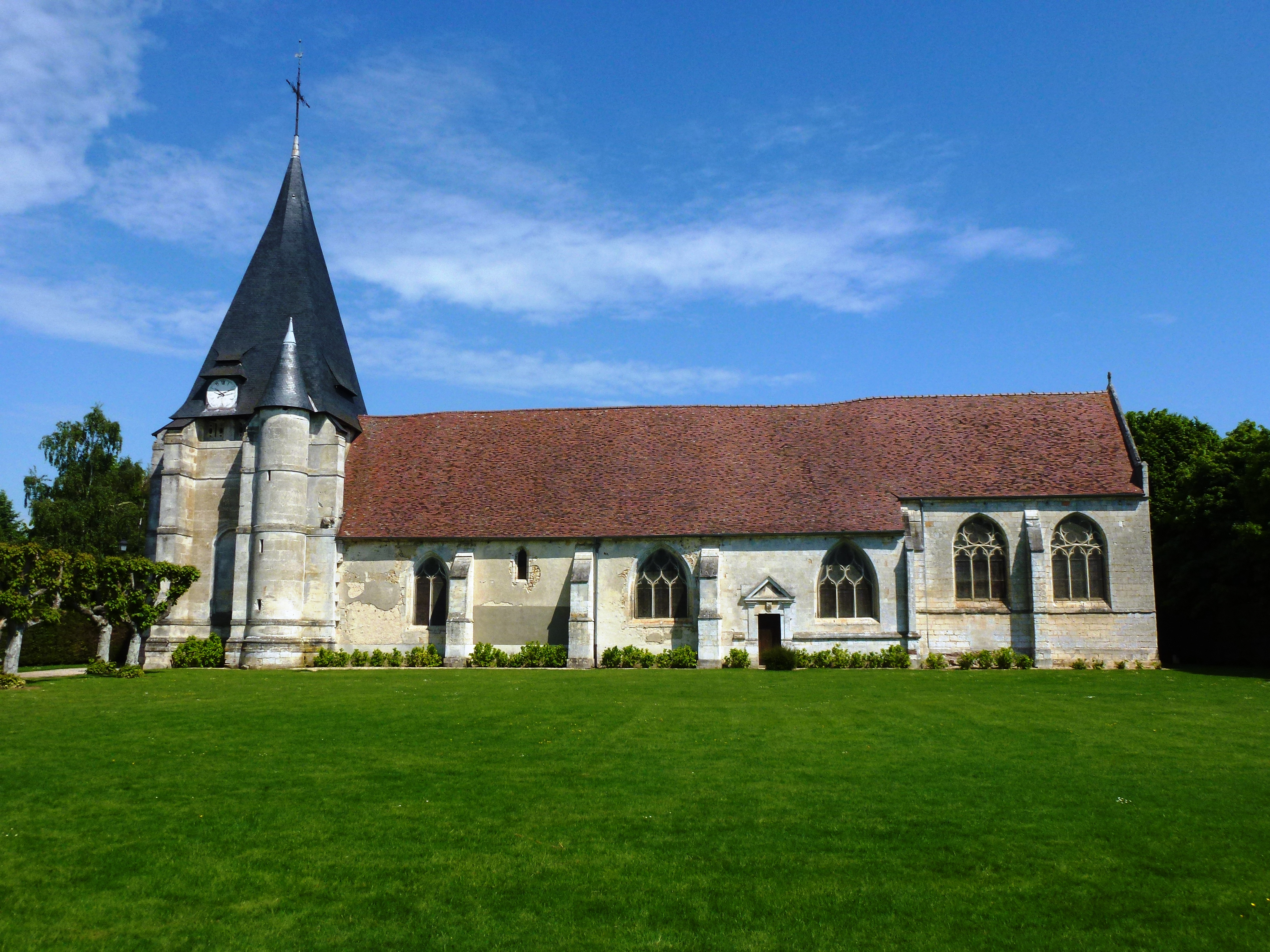
Kirche Notre-Dame